# 상창초등학교
상창초등학교는 대한민국 강원특별자치도 횡성군 공근면 금계로 837 (부창리)에 있었던 공립 초등학교이다.

## 연혁
- 1941년 4월 1일 가곡공립국민학교 부설 상토동간이학교 인가
- 1949년 3월 20일 상창국민학교로 개교
- 1996년 3월 1일 상창초등학교로 개칭
- 2009년 3월 1일 폐교